# Kantonales Kulturzentrum Palais Besenval
Le Kantonales Kulturzentrum Palais Besenval (« Centre culturel cantonal Palais Besenval ») était un centre culturel à Soleure (Suisse) qui a existé de 1990 à 2000. Il était situé au Palais Besenval à la Kronengasse 1 et servait principalement de Kunsthalle.

## L'histoire
Le centre culturel a été fondé le 6 mai 1990 par le Kuratorium für Kulturförderung des Kantons Solothurn (« Conseil pour la promotion culturelle du canton de Soleure »). Il occupait le rez-de-chaussée (deux salles d'exposition avec un total de 230 m2 et un centre de documentation) et le jardin (560 m2) du palais de Besenval, tandis que l'étage supérieur était occupé par l'Office de justice de Soleure. Le logo du centre culturel a été conçu par Hans Küchler (artiste) (de).
Le centre culturel avait pour objectif « l'échange intra–cantonal d'art contemporain », « l'expansion du réseau culturel au sein du canton », la « promotion des échanges culturels au-delà des frontières du canton » et la « documentation sur l'art, la culture et les coutumes ». De la même manière que le château de Waldegg (Begegnungszentrum Waldegg) était un centre de rencontres intercantonales, le Palais Besenval a été conçu comme un « centre intra-cantonal entre les personnes et les régions… » (Peter André Bloch (de), 1990). Le centre culturel a principalement organisé des expositions d'art. Le conseil d'administration a combiné plusieurs fois beaux-arts et littérature, comme dans les cas de l’exposition Bilder, Zeichnungen und Skizzen (« images, dessins et croquis ») sur l’art de Friedrich Dürrenmatt lors des Journées littéraires de Soleure en 1991, ou encore l'exposition sur « l'amitié entre les peintres » Hermann Hesse et Cuno Amiet (Malerfreundschaft, 1998).
Après dix ans de fonctionnement, le centre culturel a été victime du paquet d'austérité de la politique fiscale « SO Plus » : le conseil gouvernemental de Soleure a décidé de fermer le centre culturel et a annoncé la location (à des tiers) du rez-de-chaussée et du jardin du palais de Besenval,,,,. Avec son exposition Totentanz d'avril à mai 2000, le centre culturel annonça sa fin,. Le 31 août 2000, le Centre culturel cantonal Palais Besenval a été dissous,. Les années suivantes, le canton a centralisé ses activités culturelles au château de Waldegg,.

## Expositions
| Titre | Année | Catalogue            |
| --- | ----- | -------------------- |
| Eröffnung des Palais Besenval                                                                                      | 1990  | (OCLC 75598097)      |
| Friedrich Dürrenmatt: Bilder, Zeichnungen, Skizzen aus der Sammlung Hans und Kathy Liechti                         | 1991  | (ISBN 9783952011911) |
| Benno Geiger 1903–1979                                                                                             | 1991  | (OCLC 84346861)      |
| Weissbuch Schwarzbubenland                                                                                         | 1991  | (ISBN 9783952011904) |
| Annemarie Würgler: plastische Arbeiten                                                                             | 1992  | (OCLC 983477580)     |
| Alois Winiger: „dein und mein Alltag“                                                                              | 1993  | (OCLC 83742770)      |
| Aussenwelten–Innenwelten: Landschaft in zeitgenössischer Kunst                                                     | 1994  | (OCLC 75675114)      |
| Körpersprache: Ursula Baur, Marianne Flück-Derendinger, Rosmarie Gehriger, Sandra Meister, Barbara Meyer Cesta     | 1996  | (ISBN 9783952011997) |
| Franz Anatol Wyss (de): Übersicht: Zeichnungen und Original-Druckgrafik zum Jubiläum 30 Jahre künstlerische Arbeit | 1996  | (OCLC 80109908)      |
| Auf dem 47. Breitengrad                                                                                            | 1997  | (OCLC 81374955)      |
| August Jaeger 1881–1954                                                                                            | 1998  | (ISBN 9783906592008) |
| Die Hoffnung stirbt zuletzt: Belarus im Jahre Zwölf nach Tschernobyl                                               | 1998  | (ISBN 9783855026371) |
| Hermann Hesse und Cuno Amiet – eine Malerfreundschaft                                                              | 1998  | (OCLC 313526364)     |
| Rom Foto | 1998  | (ISBN 9783906592022) |
| Meditationsweg Einsiedelei: der Solothurner Kreuzweg bei der Verena-Schlucht                                       | 1999  | (OCLC 1084736909)    |
| Oder in Venedig: Fotomontagen                                                                                      | 1999  | (ISBN 9783858811141) |

## Littérature secondaire
- Rosmarie Gehriger: Liebe Kathrin! Geschichten, die die Malerei schrieb. Aachen: Karin Fischer Verlag, 2011, p. 35–41.  (ISBN 9783842239234)